# Orthochromis uvinzae
Orthochromis uvinzae är en fiskart som beskrevs av De Vos och Seegers, 1998. Orthochromis uvinzae ingår i släktet Orthochromis och familjen Cichlidae. IUCN kategoriserar arten globalt som akut hotad. Inga underarter finns listade i Catalogue of Life.